# Dušan Milošević
Dušan Milošević (serb. Душан Милошевић, ur. 25 maja 1894 w Stragari, zm. 19 maja 1967 w Belgradzie) – serbski lekkoatleta, uczestnik V Letnich Igrzysk Olimpijskich.
Dušan Milošević oraz Dragutin Tomašević byli pierwszymi sportowcami reprezentującymi Serbię podczas igrzysk olimpijskich. Milošević prócz uprawiania lekkoatletyki, trenował pływanie i piłkę nożną – był zawodnikiem OFK Beograd. 20 maja 1912 roku w Košutnjaku (dziś część Belgradu) rozegrano olimpijskie eliminacje lekkoatletyczne. Milošević wygrał bieg na dystansie 100 metrów, co w połączeniu z rządowym dofinansowaniem ekipy olimpijskiej, umożliwiło mu start w Sztokholmie, gdzie odpadł po fazie eliminacyjnej. Spowodowane było to ostrym bólem brzucha. Po biegu serbski zawodnik został przewieziony do szpitala, gdzie wykryto w jego ciele arsen, co mogłoby sugerować, iż został otruty. Szwedzka policja wszczęła dochodzenie, lecz nikogo nie znaleziono. Podczas kilkudniowego pobytu w szpitalu, Miloševicia odwiedził Pierre de Coubertin wraz z córką.
Po powrocie ze Sztokholmu poświęcił się jedynie piłce nożnej. W czasie I wojny światowej został schwytany i osadzony w obozie pracy na Węgrzech.